# Olympische Sommerspiele 1948/Leichtathletik – 110 m Hürden (Männer)

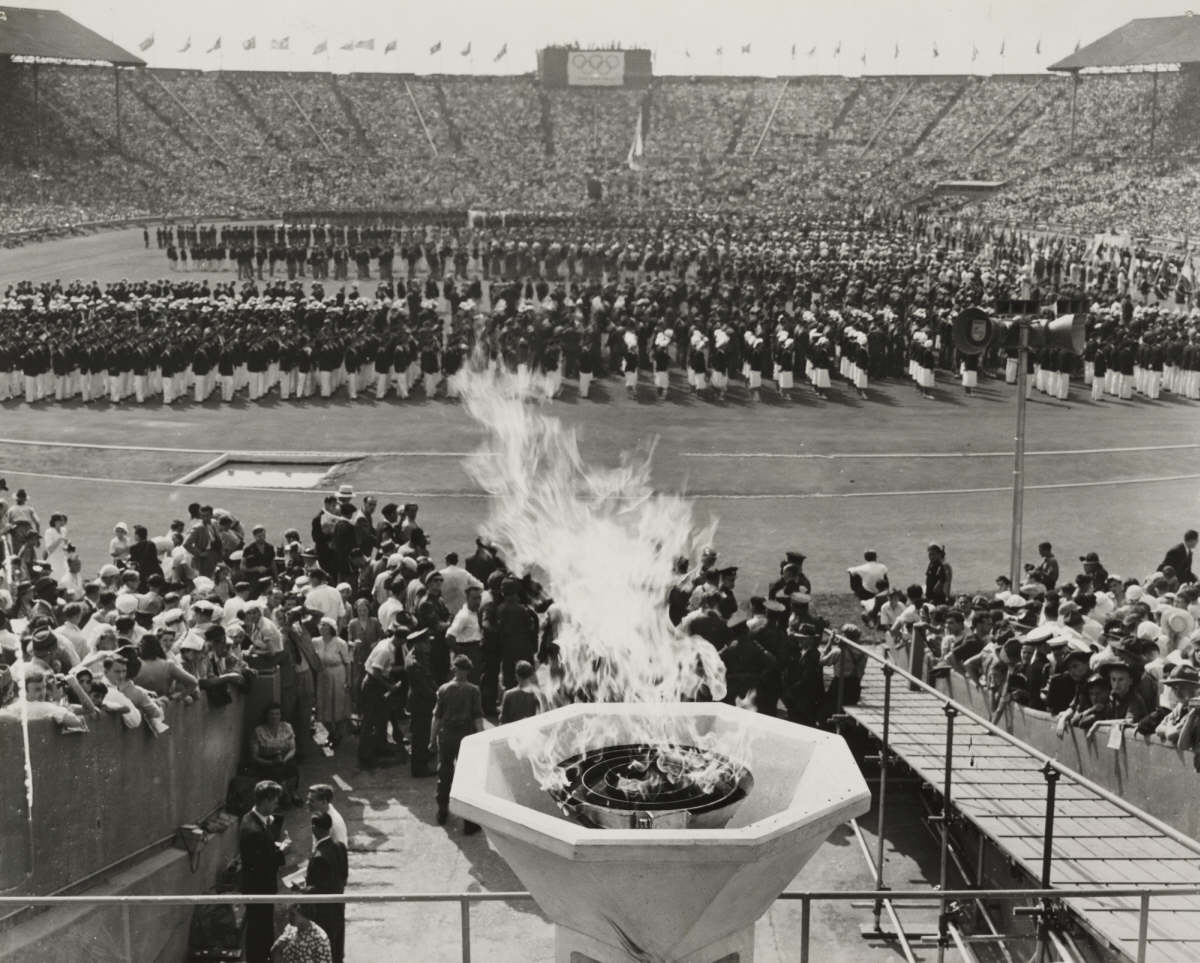
Eröffnungsfeier bei den Olympischen Spielen in London

Der 110-Meter-Hürdenlauf der Männer bei den Olympischen Spielen 1948 in London wurde am 3. und 4. August 1948 im Wembley-Stadion ausgetragen. 28 Athleten nahmen teil.
Die US-Mannschaft konnte einen dreifachen Erfolg feiern. William Porter siegte vor Clyde Scott und Craig Dixon.

## Rekorde

### Bestehende Rekorde
| Weltrekord         | 13,7 s | Forrest Towns ( USA) | Oslo, Norwegen                        | 27. August 1936 |
| Weltrekord         | 13,7 s | Fred Walcott ( USA)  | Philadelphia, USA                     | 29. Juni 1941   |
| Olympischer Rekord | 14,1 s | Forrest Towns ( USA) | Halbfinale OS Berlin, Deutsches Reich | 6. August 1936  |

### Rekord egalisierung / -verbesserung
Der bestehende olympische Rekord wurde einmal egalisiert und einmal verbessert:
- Rekordegalisierung: 14,1 s – William Porter (USA), zweites Halbfinale am 7. August
- Rekordverbesserung: 13,9 s – William Porter (USA), Finale am 4. August

## Durchführung des Wettbewerbs
Die Athleten traten am 3. August zu sechs Vorläufen an. Die jeweils zwei besten Wettbewerber – hellblau unterlegt – qualifizierten sich für das Halbfinale am 4. August, aus dem sich die ersten drei Starter – wiederum hellblau unterlegt – für das Finale am selben Tag qualifizierten.

## Vorläufe
3. August 1948, 15:45 Uhr
Es sind nicht alle Zeiten überliefert.

### Vorlauf 1
Wind: +1,8 m/s
| Platz | Name            | Nation         | Offiz. hand- gestoppte Zeit | Inoffiz. elek- tronische Zeit |
| ----- | --------------- | -------------- | --------------------------- | ----------------------------- |
| 1     | William Porter  | USA            | 14,3 s                      | 14,5 s00                      |
| 2     | Pol Braekman    | Belgien        | 15,2 s                      | 15,33 s0                      |
| 3     | Mario Recordón  | Chile          | 15,3 s                      | 15,55 s a                     |
| 4     | Raymond Barkway | Großbritannien | 15,3 s                      | 15,53 s b                     |
| 5     | Erdal Barkay    | Türkei         | k. A.                       | k. A.0                        |

### Vorlauf 2
Wind: +0,8 m/s
| Platz | Name                  | Nation       | Offiz. hand- gestoppte Zeit | Inoffiz. elek- tronische Zeit |
| ----- | --------------------- | ------------ | --------------------------- | ----------------------------- |
| 1     | Clyde Scott           | USA          | 14,8 s                      | 14,8 s                        |
| 2     | Hugues Frayer         | Frankreich   | 15,5 s                      | k. A.                         |
| 3     | Börje Rendin          | Schweden     | 15,5 s                      | k. A.                         |
| 4     | Lazaros Petropoulakis | Griechenland | k. A.                       | k. A.                         |
| DNS   | Mustapha Batman       | Türkei       |                             |                               |

### Vorlauf 3
Wind: +1,7 m/s
| Platz | Name                    | Nation         | Offiz. hand- gestoppte Zeit | Inoffiz. elek- tronische Zeit |
| ----- | ----------------------- | -------------- | --------------------------- | ----------------------------- |
| 1     | Alberto Triulzi         | Argentinien    | 14,6 s                      | 14,7 s0                       |
| 2     | Peter Gardner           | Australien     | 14,6 s                      | 14,83 s                       |
| 3     | Manuel Suárez           | Spanien        | 15,9 s                      | 16,10 s                       |
| 4     | Joe Birrell             | Großbritannien | k. A.                       | 17,29 s                       |
| 5     | Petros Krosfilit-Omiros | Griechenland   | k. A.                       | 17,30 s                       |

### Vorlauf 4
Wind: ±0,0 m/s
| Platz | Name          | Nation      | Offiz. hand- gestoppte Zeit | Inoffiz. elek- tronische Zeit |
| ----- | ------------- | ----------- | --------------------------- | ----------------------------- |
| 1     | Jim Vickers   | Indien      | 14,7 s000                   | 14,9 s                        |
| 2     | Håkan Lidman  | Schweden    | 14,7 s000                   | k. A.                         |
| 3     | Julio Sabater | Puerto Rico | 15,3 s000                   | k. A.                         |
| 4     | Jan Zwaan     | Niederlande | 15,4 s (g)                  | k. A.                         |
| 5     | Charles Green | Australien  | 15,4 s (g)                  | k. A.                         |

### Vorlauf 5

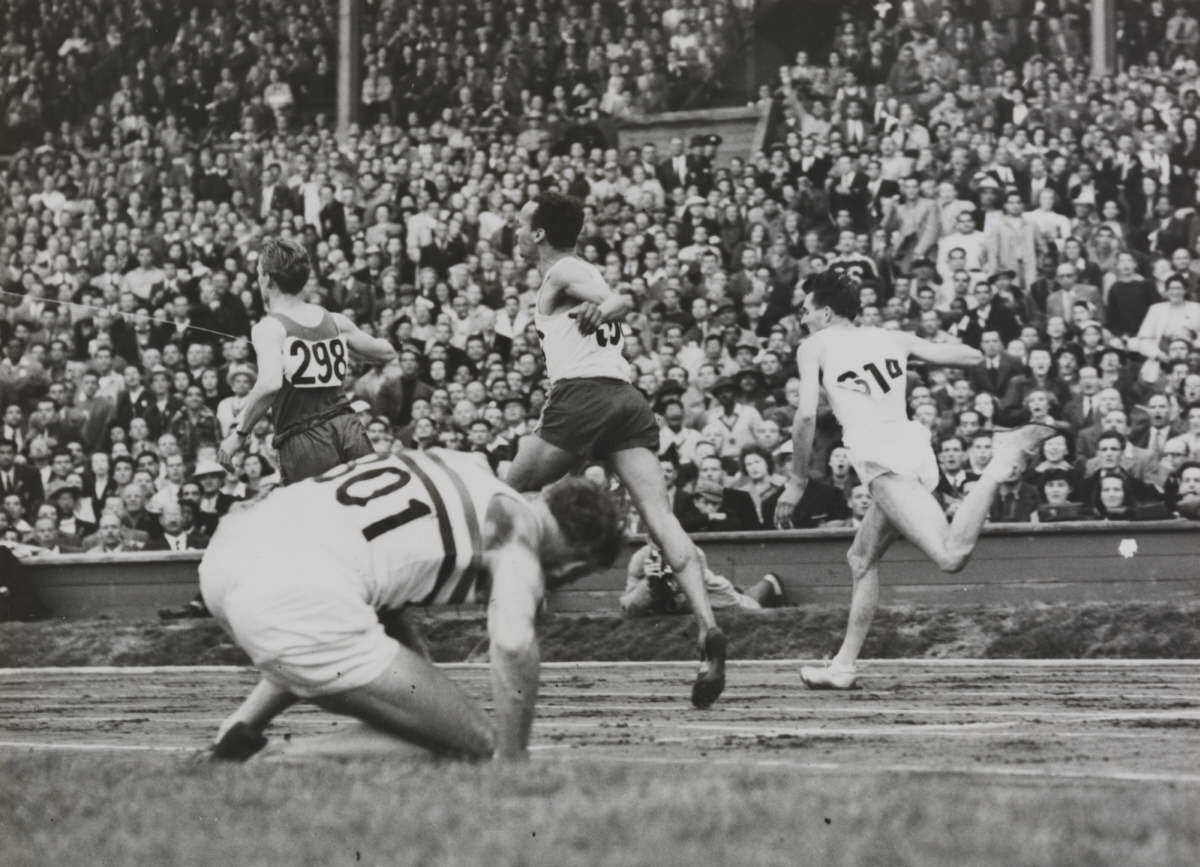
Don Finlay, seit 1932 mehrfacher Medaillengewinner bei Olympischen Spielen und Europameisterschaften, stürzte in Führung liegend im fünften Vorlaufs

Wind: +0,3 m/s
| Platz | Name              | Nation         | Offiz. hand- gestoppte Zeit | Inoffiz. elek- tronische Zeit |
| ----- | ----------------- | -------------- | --------------------------- | ----------------------------- |
| 1     | André Marie       | Frankreich     | 14,9 s                      | 15,0 s                        |
| 2     | Olivier Bernard   | Schweiz        | 14,9 s                      | k. A.                         |
| 3     | Sydney Foster     | Jamaika        | 15,1 s                      | k. A.                         |
| DNF   | Don Finlay        | Großbritannien |                             |                               |
| DNS   | Santiago Ferrando | Spanien        |                             |                               |

### Vorlauf 6
Wind: +0,3 m/s
| Platz | Name              | Nation     | Offiz. hand- gestoppte Zeit | Inoffiz. elek- tronische Zeit |
| ----- | ----------------- | ---------- | --------------------------- | ----------------------------- |
| 1     | Craig Dixon       | USA        | 14,2 s                      | 14,4 s                        |
| 2     | Ray Weinberg      | Australien | 15,0 s                      | k. A.                         |
| 3     | Gilbert Omnès     | Frankreich | 15,2 s                      | k. A.                         |
| 4     | Hernán Alzamora   | Peru       | k. A.                       | k. A.                         |
| 5     | Mazar Ul-Haq Khan | Pakistan   | k. A.                       | k. A.                         |

## Halbfinale
4. August 1948, 15.15 Uhr
Es sind nicht alle Zeiten überliefert.

### Lauf 1
Wind: +0,9 m/s
| Platz | Name            | Nation     | Offiz. hand- gestoppte Zeit | Inoffiz. elek- tronische Zeit |
| ----- | --------------- | ---------- | --------------------------- | ----------------------------- |
| 1     | Craig Dixon     | USA        | 14,2 s                      | 14,4 s0                       |
| 2     | Peter Gardner   | Australien | 14,5 s                      | 14,78 s                       |
| 3     | Håkan Lidman    | Schweden   | 14,6 s                      | 14,84 s                       |
| 4     | Pol Braekman    | Belgien    | k. A.                       | 15,22 s                       |
| 5     | Olivier Bernard | Frankreich | k. A.                       | k. A.                         |
| DNF   | André Marie     | Frankreich |                             |                               |

### Lauf 2

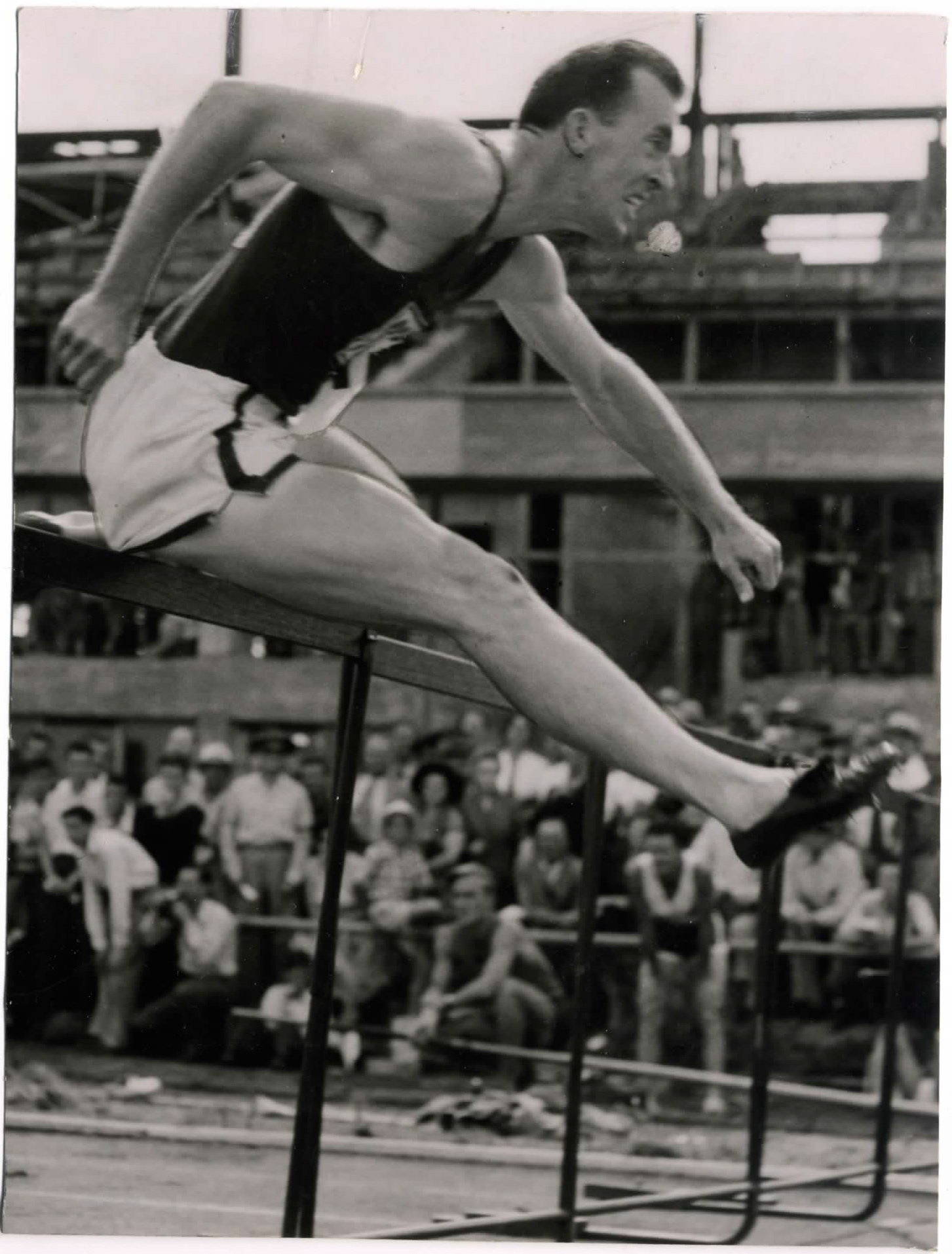
Ray Weinberg – ausgeschieden als Fünfter des zweiten Halbfinals

Wind: ±0,0 m/s
| Platz | Name            | Nation      | Offiz. hand- gestoppte Zeit | Inoffiz. elek- tronische Zeit |
| ----- | --------------- | ----------- | --------------------------- | ----------------------------- |
| 1     | William Porter  | USA         | 14,1 s ORe                  | 14,2 s0                       |
| 2     | Clyde Scott     | USA         | 14,2 s0000                  | 14,2 s0                       |
| 3     | Alberto Triulzi | Argentinien | 14,6 s0000                  | 14,76 s                       |
| 4     | Jim Vickers     | Indien      | k. A.0000                   | 15,09 s                       |
| 5     | Ray Weinberg    | Australien  | k. A.0000                   | 15,27 s                       |
| 6     | Hugues Frayer   | Frankreich  | k. A.0000                   | 15,36 s                       |

## Finale
4. August 1948, 17:00 Uhr

Wind: ±0,0 m/s
| Platz | Name            | Nation      | Offiz. hand- gestoppte Zeit | Inoffiz. elek- tronische Zeit |
| ----- | --------------- | ----------- | --------------------------- | ----------------------------- |
| 1     | William Porter  | USA         | 13,9 s OR                   | 14,2 s0                       |
| 2     | Clyde Scott     | USA         | 14,1 s000                   | 14,24 s                       |
| 3     | Craig Dixon     | USA         | 14,1 s000                   | 14,29 s                       |
| 4     | Alberto Triulzi | Argentinien | 14,6 s000                   | 14,71 s                       |
| 5     | Peter Gardner   | Australien  | 14,7 s (g)                  | 14,79 s                       |
| 6     | Håkan Lidman    | Schweden    | 14,8 s (g)                  | 14,86 s                       |

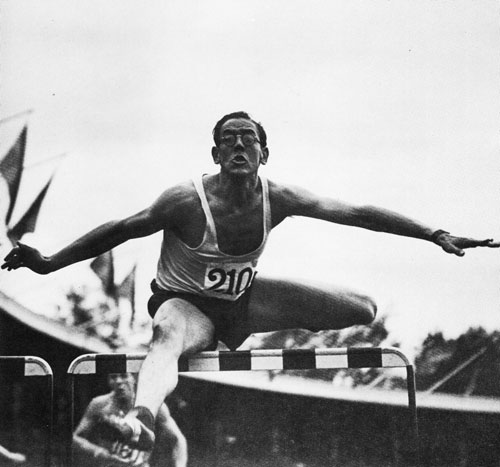
Håkan Lidman – 1946 Europameister und 1938 Vizeeuropameister – kam im Finale auf dem sechsten Platz

Eigentlich wäre der US-Amerikaner Harrison Dillard der haushohe Favorit gewesen. Doch bei den US-Trials stürzte Dillard und verpasste so die Qualifikation. Über 100 Meter konnte er sich dann durchsetzen und wurde in dieser Disziplin völlig überraschend Olympiasieger.
Im Hürdensprintfinale beherrschten die drei US-Läufer das Rennen und gewannen alle Medaillen. William Porter führte anfangs klar, touchierte aber zwei, drei Hürden, wodurch Craig Dixon fast gleichzog. Aber Porter fing sich wieder und gewann die Goldmedaille vor Clyde Scott, der noch vor dem etwas nachlassenden Dixon das Ziel erreichte.
Im elften olympischen Finale lief Porter zur neunten Goldmedaille der USA. Es war die dritte in Folge.

Zugleich war es der insgesamt fünfte Dreifacherfolg der US-Amerikaner.

Von 33 Medaillen gewannen US-Athleten alleine 24.

## Video
- The London 1948 Olympic Film Part 2 - Olympic History, Bereich 14:51 min bis 16:47 min, youtube.com, abgerufen am 24. Juli 2021